# Friedhelm Brusniak
Friedhelm Brusniak (* 1. Oktober 1952 in Korbach, Waldeck) ist ein deutscher Musikpädagoge.

## Leben
Brusniak besuchte den humanistischen Zweig der Alten Landesschule Korbach. Nach dem Abitur studierte er ab 1971 Schulmusik an der Hochschule für Musik und Darstellende Kunst Frankfurt am Main. Seine Lehrer waren Branka Musulin und Poldi Mildner (Klavier), Richard Rudolf Klein (Tonsatz) und Helmuth Rilling (Chorleitung). An der Johann Wolfgang Goethe-Universität Frankfurt am Main studierte er Musikwissenschaft bei Lothar Hoffmann-Erbrecht und Ludwig Finscher sowie Geschichte. 1975/77 absolvierte er das Erste Staatsexamen für das Lehramt an Gymnasien. 1980 wurde er zum Dr. phil. promoviert. Das Referendariat durchlief er am Studienseminar Kassel I (Gymnasium Bad Arolsen). Nach dem Zweiten Staatsexamen (1980) war er von 1981 bis 1988 Akademischer Rat am Lehrstuhl für Musikwissenschaft der Universität Augsburg (Franz Krautwurst). 1988/89 erhielt er ein Habilitandenstipendium der Deutschen Forschungsgemeinschaft. Danach war er als Lehrbeauftragter, Studienrat und Oberstudienrat sowie Vertretungsprofessor für Musikpädagogik an der Friedrich-Alexander-Universität Erlangen-Nürnberg (1988–1999) und an der Pädagogischen Hochschule Heidelberg (1994/95) tätig.
Er habilitierte sich 1998 an der Universität Augsburg für Musikwissenschaft und wurde zum Privatdozenten ernannt. 1999 folgte er dem Ruf auf die Professur für Musikpädagogik und Didaktik der Musikerziehung an der Julius-Maximilians-Universität Würzburg, wo er 2004 auch zum ersten Lehrstuhlinhaber für Musikpädagogik berufen wurde. Von 1989 bis 1999 baute er das Sängermuseum des Fränkischen Sängerbundes in Feuchtwangen (Nachfolgeinstitut des ehemaligen Deutschen Sängermuseums in Nürnberg) auf. Seit 2010 ist er Wissenschaftlicher Leiter der Stiftung Dokumentations- und Forschungszentrum des Deutschen Chorwesens. Von 2010 bis 2012 war er Projektleiter „Deutsches Chorwesen“ (Deutscher Chorverband). Von 2011 bis 2015 nahm er eine Gastprofessur an der Akademia Pomorska w Słupsku wahr. Am 1. April 2019 trat er in den Ruhestand. Seit 2018 ist er Präsident des Fränkischen Sängerbundes.

## Ehrungen
- Silberne Mozart-Medaille der Stiftung Mozarteum (2003)[4]
- Auszeichnung der Akademia Pomorska w Słupsku (2015)[5]

## Ehrenämter
- Musikwissenschaftlicher Berater der Arolser Barock-Festspiele (1986–2003)
- Präsident der Deutschen Mozart-Gesellschaft (1994–2002)
- Vertrauensdozent des Evangelischen Studienwerks Villigst für die Universität Würzburg (2004–2011),
- Vertrauensdozent der Bayerischen EliteAkademie (2011–2019)
- Hochschulbeirat der Evangelischen Studierendengemeinde (ESG) Würzburg (2012–2018)
- Vorsitzender des Arbeitskreises der Musikdidaktiker an bayerischen Musikhochschulen und Universitäten (2005–2007)
- Vorsitzender der Hermann-Zilcher-Gesellschaft (HZG, 2009–2013)[6]
- Vorsitzender der Internationalen Leo-Kestenberg-Gesellschaft (seit 2012)[7]
- Wissenschaftlichen Leiter der Stiftung Dokumentations- und Forschungszentrum des Deutschen Chorwesens (2010–2018)
- Wissenschaftlicher Leiter des Forschungszentrum des Deutschen Chorwesens an der Universität Würzburg (seit 2018)
- Präsident des Fränkischen Sängerbundes (FSB, seit 2018)